# هربانة منها (مسلسل)
هربانة منها مسلسل كوميدي مصري من إخراج معتز التوني ومن بطولة مصطفى خاطر وياسمين عبدالعزيز، يدور هذا المسلسل في إطار درامي كوميدي حيث تدور أحداثه في حلقات منفصلة، علما أن كل حلقة تناقش موضوع معينا.

## قصة المسلسل
بعدما انقلبت السيارة بياسمين عبد العزيز في أول مشهد.. يتم نقلها إلى المستشفى وهنا يظهر بيومي فؤاد الطبيب النفسى المعالج الذي يريد ان يعرف من هي حيث لم يتم التعرف على هويتها، وعند سؤالها من هي تقول ( سعاد .. نرجس .. عزيزة...) يسألها الطبيب ما هي قصتها ومن تكون فتبدا بسرد قصتها، فتكون هناك كل حلقة مختلفة بحكاية مختلفة إلي أن يظهر سرها في الحلقة الأخيرة

## بطولة
| الممثل            | 1               | 2        | 3             | 4             | 5             | 6             | 7         | 8         | 9              | 10             | 11               | 12              | 13              | 14              | 15              |
| أسم الحلقة        | صورة البيبي دول | العنوسة  | العشاء الأخير | العفريت       | الشك          | المغفلة       | الطلاق ج1 | الطلاق ج2 | نديدا وشادى    | تدخل الأهل ج1  | تدخل الأهل ج2    | الحب بهدلة      | بيت العيلة      | الندم           | نعمات وصميدة    |
| ----------------- | --------------- | -------- | ------------- | ------------- | ------------- | ------------- | --------- | --------- | -------------- | -------------- | ---------------- | --------------- | --------------- | --------------- | --------------- |
| ياسمين عبد العزيز | شيماء           | مها      | سارة          | فتحية         | لاما          | مشيرة         | أمل       | أمل       | نديدا          | زينب           | زينب             | رحاب            | سمر             | جيجي            | نعمات           |
| مصطفى خاطر        | رجب             | هاني     | عمر           | فتحي          | زياد          | رمزي          | وائل      | وائل      | شادي           | عبده           | عبده             | يحيي            | محسن            | مجدي            | صميدة           |
| فادية عبد الغني   | أم شيماء        |          |               |               |               |               |           |           |                | أم زينب        | أم زينب          |                 |                 |                 |                 |
| أنعام سالوسة      |                 | أم طاهر  |               |               |               | أم رمزي       |           |           |                |                |                  |                 |                 |                 | رجاء            |
| مها أبو عوف       |                 |          | أم سارة       |               |               | أم مشيرة      | أم وائل   | أم وائل   |                |                |                  |                 |                 |                 |                 |
| هناء الشوربجي     |                 |          | أم عمر        |               | أم لاما       |               |           |           | أم نديدا       |                |                  |                 |                 |                 |                 |
| سامي مغاوري       |                 |          | أب عمر        | حزنبل السمسار |               |               |           |           |                | أبو عبده       | أبو عبده         |                 |                 |                 |                 |
| صلاح عبد الله     |                 |          |               |               |               |               | خال أمل   | خال أمل   | والد نديدا     |                |                  |                 | والد محسن       |                 |                 |
| هالة فاخر         |                 |          |               |               |               |               |           |           |                |                |                  |                 | أم محسن         |                 |                 |
| الممثل            | 16              | 17       | 18            | 19            | 20            | 21            | 22        | 23        | 24             | 25             | 26               | 27              | 28              | 29              | 30              |
| أسم الحلقة        | قضية شرف        | المتحررة | دبلة الخطورة  | التوك توك     | احمد ودينا ج1 | احمد ودينا ج2 | المخدوعة  | قلب ماما  | جيران الهنا ج1 | جيران الهنا ج2 | اللى متجوز أربعة | البخيلة وأنا ج1 | البخيلة وأنا ج2 | عودة الذاكرة ج1 | عودة الذاكرة ج2 |
| ياسمين عبد العزيز | هند             | نيفين    | بسمة          | رضا           | دينا          | دينا          | سلمى      | لميس      | نرمين          | نرمين          | ياسمين           | منال            | منال            | مريم            | مريم            |
| مصطفى خاطر        | علي             | أدم      | شريف          | عوض           | أحمد          | أحمد          | كريم      | طارق      | كريم           | كريم           | عنتر             | وحيد            | وحيد            | سيف             | سيف             |
| صلاح عبد الله     | القاضي          |          |               |               |               |               |           |           |                |                |                  | أبو وحيد        | أبو وحيد        |                 |                 |
| هناء الشوربجي     |                 |          | أم شريف       |               |               |               |           |           |                |                |                  |                 |                 |                 |                 |
| هالة فاخر         |                 | أم أدم   |               |               |               |               |           | أم طارق   |                | أم كريم        |                  |                 |                 |                 |                 |
| أنعام سالوسة      |                 |          |               |               |               |               |           |           |                | الطبيبة        | أم عنتر وياسمين  |                 |                 |                 |                 |

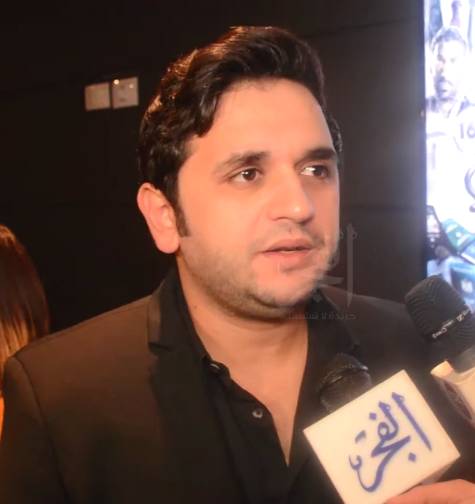
مصطفى خاطر في أدوار متعددة

| - بيومي فؤاد: الطبيب النفسي - ياسر الزنكلوني: المحقق في الحادثة - محمد علي رزق: فيصل ح1/ عمر ح23/ علي ح24 - رحاب عرفة: جيجي صديقة شيماء ح1 - احمد عادل: صاحب سواق التوكتوك ح1 - حسين أبو حجاج: أبو أشجان ح1 - فاطمة كشري: ام صبري ح1 - عايدة رياض: سامية أم مها ح2/أم وحيد ح27، 28 - إيمان السيد: بثينة صديقة مها ح2 - طاهر أبو ليلة: طاهر ح2 - محمد أوتاكا: سائق ح2/ حربي ح3/بلطجي ح10 وح11 حميدة ح15/ خالد ح23/ عمر ح27، 28 - صالح عبد النبي: إيلي ح3 - سارة نخلة: داليدا ح3 - محمد غنيم: أب سارة ح3/ضابط متنكر ح12/والد رضا ح19 - مصطفى أبو سريع: شرنوبي ح4 - مصطفى عمر:زيزو ح4 - ناني سعد الدين:أم شرنوبي ح4/أم صميدة ح15 - فتحي سعد: أبو شرنوبي ح4 / المحامي ح5 - محمود غريب:صلاح ح5 - زكي لوجو: قرني رسمي ح5/موظف إستقبال ح10 - بدرية طلبة: معلمة إجلال ح5/هند جارة نديدا ح9/زوجة كالابالا ح26 - انتصار: كوثر ح6 | - محمد محمود: لبيب ح6/والد بسمة ح18/السباك ح28 - جيهان خليل : ندى زوجة رمزي ح6 - مدحت تيخا: طبيب ح6، 9 - حسن عبد الفتاح: سيد الهجام ح7، 8/ البواب ح17 - عبد الحميد سند: وكيل النيابة ح7 - أحمد التهامي: مدحت ح7، 8 - حسام داغر: عنتر ح8 - محمد نصر:مريض ح 10/سامبو ح26 - عيد أبو الحمد:حارس ح12/ح25 - جيهان أنور: نهى اخت محسن ح13/زوجة كالابالا ح26 - عماد رشاد: حشمت ح15 - محمود الشوربجي: أبو نعمات ح15 - إسماعيل فرغلي: مساعد هند ح 16 - تامر ضيائي:أخو القتيل ح16/خاطف ح18 - محمد فاروق شيبا: الأطربنش ح16/سعيد ح19 - ليلى عز العرب: ام نيفين ح17 - حمادة بركات: جو ح17 - ماهر سليم: ساكن ح17 - محمد متولي: والد شريف ح18 - ضياء الميرغني: مجرم ح18 - ياسر الطوبجي: ضابط ح18/إيلي ح27، 28 - محمود جليفون:مسن ح19 - عبير فاروق:زوجة رضا ح19 | - سليمان عيد: شوكت ح20 - محمد العمروسي: شريف ح22 - أمجد عابد: أيمن محسن ح24 - معاذ نبيل:عمر ح26 - أحمد فتحي: كالابالا ح26 - حمادة حسني: محصل الكهرباء ح 27 - مريم سعيد صالح:ممرضة ح29 - أحمد حلاوة: باشا ح29 - مصطفى عباس - محمد فرج - آية الخصوصي - أحمد عبد الحي - زيزو - ريهام مدحت - أمنية مصطفى - حواء العمر - إنجي القمبشاوي - ياسمين القماش - رضوى خالد - صميدة - احمد عادل - عبير الشاعر | - مدحت سيد خليل - ليليان شارل - هديل البدري - إبراهيم ظريف - هاني مظلوم - هبة الخيام - فريد محمد - آية سليم - أشرف بوزيشن - ايتو - آية جمال - محمد شرين - سامر المنياوي - باسم علي - احمد النمرسي - محمود الشال - ديالا عودة:علا - محمد الحمامصي - جان حبيش - هيثم رضوان - محمد الشهاوي - نورا حبيب | - أحمد شيحة - كامبا - علي عبد المنعم - أسماء الشال - مي صالح - برنسة عبد الغني - أسماء جلال - أحمد الشامي - حسن المصري - علي سيف - منة محمد - رانيا مصطفى - دينا حمدي - برلنتي عامر - ريم غانم - أحمد سند - محمد فاروق - كريم عبد الجواد - روبي اللبنانية - أشرف عبد الوهاب - محمد دياب - أحمد عبد الله |

## إداريون
| - معتز التوني:مخرج - خالد جلال:مؤلف - فاروق هاشم:مؤلف - مصطفى عمر:مؤلف - محمد الدالي:مهندس صوت - سعيد رمزي:استايلست - فتحي حسين:كي جريب - محمود بيجو:جافر - محمود الميهي - شادي الشنيدي:فوكس بولر - شادي عبد الله - يحيي عباس :كاميرا مان - مصطفى علي زكي:سكريبت أضاءة - إبراهيم الدسوقي:ميكساج - مروة سليمان - هاجر حمدي:مونتير مساعد - اي جراد:أعمال المونتاج وتصحيح ألوان - باسم يوحنا:كولوريست | - جيهان صبحي خليل:مشرف دي جي - فولك:تصميم التترات - عمر نجيب - يوسف محمود - ريمون رأفت:مؤثرات ضوئية - ريهام غانم:مشرف منتج منفذ - أحمد شوقي:ماكيير - هيثم دهب:كوافير - هشام دهب:كوافير - عدنان شريف:منسق مناظر - محمد مشاكل:منسق مناظر - هبة سادات - صلاح رجب:علاقات عامة - مختار عبد العظيم:المستشار القانوي لسيرنجي - عبده سامي - محمود سايكو - محمود أبو زيد - علي المالح - أحمد عادل - حسن محمد - محمد عبد القادر - محمد فتح الله - شريف سامي:منفذ الإنتاج - مصطفى ماهر - محمد عادل الشال - أحمد سيد:إدارة الإنتاج - عمرو ماكجيفر - أندرو ماكينزي:منسق خدع - هبة عزام - أحمد أشرف - أسماء محمود:مساعدين مهندسي الديكور - محمد أبو النصر: مدير موقع - محمود عبد الله:موزع منفذ | - خالد أحمد كمال:مدير الإنتاج - محمد سلامة - شريف رشدي - محمد ماهر:إدارة التسويق - توفيق جمال الدين - محمود الفقي - الإدارة المالية - عبد الحميد علي - مبارك جمعة:مدير الحسابات - إبراهيم عبد الحي:المدير المالي - أحمد وجيه:رئيس القطاع المالي - إسلام وهبي:نائب رئيس مجلس إدارة للشئون المالية - محمد نبيل:سكريبت أكسسوار - عمر أبو يوسف:مساعد مخرج - ندى منير:سكريبت ملابس - محمود إبراهيم:سكريبت حركة - سارة جمال:مساعد مخرج أول - محمد عبد الرحمن حماقي:مخرج منفذ - إسلام أمام:موزع منفذ لسينرجي - سينرجي للإنتاج الفني:منتج وموزع - هاني شكشوك: شكر خاص | - أحمد عباس:ديكور - عادل حقي:ألحان وموسيقى تصويرية - سلافة نور الدين:مونتير - ليو كاربوتا:مدير التصوير - تامر فتحي:منتج فني - أحمد فرغلي:منتج فني - دينا كريم:منتج تنفيذي - تامر مرسي:منتج - حسام شوقي:إشراف عام - Squids Visual Arts:VFX - post production - أحمد القماش:VFX compositor - أحمد محيي:مؤلف - أيمن وتار :مؤلف - رفعت عبد الحكيم:منفذ ملابس - رنا أبو الريش:مؤلف - شريف جورج:مؤلف - محمد محمدي:مؤلف |